# 推し、満開
『推し、満開』（おし、まんかい）は、髙原秀和監督による日本映画である。2024年11月29日公開。
2024年11月開始の『OP PICTURES＋フェス2024』内で公開される作品の一つ。女性アイドルと推し活女子の関係性をエロチックコメディとして描く。

## 概要
監督の髙原と脚本の福井遥香の間でライブアイドルの話題となり、ファン同士の恋愛を映画にしたら面白いのではというところから話が膨らみ、福井の得意分野である百合要素を絡めて脚本化。髙原にアイドル知識がないため、アイドル文化にまつわる細かな点は福井に任せられた。ただし髙原はミュージックビデオ監督として過去ダンスボーカルグループと接点があったこともあり、その経験はエンディングシーンに活かされている。撮影は2024年7月に行われた。
主題歌であり、劇中アイドル「RADICAL LILY POP」の楽曲でもある『リリーラブ　僕らが愛だ』は五十嵐理作曲で、作詞は監督の髙原とえまちを演じた那須によるもの。劇中でえまちのソロ楽曲として歌われる『愛って何だ!』はもともと髙原主催の劇団「Lovepunk」で使用されていた楽曲で、野島健太郎作曲、髙原が作詞を担当している。

## あらすじ
ライブアイドル「RADICAL LILY POP」のファンである朝日は、特にメンバーの「えまぴ」こと愛南恵麻を推している。ある日、オタク仲間の連次郎に誘われて参加した飲み会で朝日は同じファンの七海と出会う。アイドルを呼び捨てにし、好きだから近づきたい七海に対し、好きだからこそ距離を保ち、神として崇めたい朝日。連次郎も交え、アイドル論をかわすがかみ合わない。やがて七海は女性が好きでファンとして応援するにとどまらず、メンバーの「みのりん」こと宇和島みのりに手を出していることに朝日は気づき、自身が推している「えまぴ」にも手が及ぶのではと危険を感じ取る。
えまぴの生誕祭ライブでは朝日が実行委員を務めることになった。朝日は偶然出会ったえまちから、今後の不安を吐露される。

## 登場人物
松山朝日
演 - 栄川乃亜
RADICAL LILY POPのファンであり、えなち推し。えなちは神であり、生きる源。握手券を複数枚買っても、特典会では目を合わせられず、会話もあいさつ程度しかできない。えまちとみのりんの百合妄想をしている一方、えまちのグラビアアイドル活動には複雑な気持ちを抱く。
西条七海
演 - 宝田もなみ
RADICAL LILY POP新規ファン。性的対象は女性であり、同性アイドルもその対象として見ている。
愛南恵麻
演 - 那須智華
RADICAL LILY POPメンバーで一番の人気を持つ。通称：えまち。理想のアイドル観に従い行動しており、「ファンがいないと生きていけない」が持論。
宇和島みのり
演 - 和久井美兎
RADICAL LILY POPメンバー。通称みのりん。影の努力家だが、アイドルを仕事として達観してみている節もあり、えまちをライバル視する。
土居真奈美
演 - 長井愛彩
RADICAL LILY POPメンバー。通称：まなみちゃん。
重信りのん
演 - 福田もも
RADICAL LILY POPメンバー。通称：りのん。
三津浜綾乃
演 - 遠海捺
RADICAL LILY POPのファンの一人。七海と親しくしている。
愛南知恵
演 - 森川凜子
えまちの母。
里山勲
演 - 稲田錠
RADICAL LILY POPの運営側スタッフ。物販ロックンローラー。
栗田洋二
演 - マギー直樹
RADICAL LILY POPの運営側スタッフ。タバコが長い。
川崎元也
演 - 佐藤一馬
RADICAL LILY POPのファンの一人。えまち推し。
内子連次郎
演 - 東野良平
RADICAL LILY POPのファンの一人で朝日とはオタク仲間。オタク仲間による飲み会を主催するなど社交性は比較的豊か。みのりん推し。

## スタッフ
- 監督：髙原秀和
- 監督：髙原秀和
- 脚本：髙原秀和 福井遥香
- 漫画：福井遥香
- 撮影：下山天
- 合成：下山天
- 照明：田宮健彦
- 録音：竹内勝一郎
- 編集：髙原秀和
- 音楽：五十嵐理
- 撮影助手：宮原かおり
- Bカメ：宮原かおり
- 助監督：森山茂雄 小泉剛 末永賢
- スチール：本田あきら
- 撮影協力：沼袋Section9
- 仕上げ：東映ラボ・テック
- 制作：ラブパンク
- 提供・配給：オーピー映画